# Igino Eugenio Cardinale
Igino Eugenio Cardinale (ur. 14 października 1916 w Fondi, zm. 24 marca 1983 w Brukseli) – włoski duchowny rzymskokatolicki, arcybiskup, dyplomata papieski.

## Biografia
13 lipca 1941 otrzymał święcenia prezbiteriatu i został kapłanem archidiecezji neapolitańskiej. W 1961 papież Jan XXIII mianował go szefem protokołu dyplomatycznego Stolicy Apostolskiej.
4 października 1963 papież Paweł VI mianował go delegatem apostolskim w Wielkiej Brytanii oraz arcybiskupem tytularnym neptańskim. 20 października 1963 w bazylice św. Piotra w Rzymie przyjął sakrę biskupią z rąk Pawła VI. Współkonsekratorami byli sekretarz Świętej Kongregacji Rozkrzewiania Wiary abp Pietro Sigismondi oraz delegat apostolski w Afryce Środkowo-Zachodniej abp Sergio Pignedoli.
Jako ojciec soborowy wziął udział w drugiej i w czwartej sesji soboru watykańskiego II.
19 kwietnia 1969 został nuncjuszem apostolskim w Belgii i w Luksemburgu. 10 listopada 1970 otrzymał dodatkową akredytację przy Wspólnotach Europejskich (jako pierwszy przedstawiciel papieski). Urzędy te pełnił do śmierci. Zmarł 24 marca 1983 w budynku Nuncjatury Apostolskiej w Belgii. Pochowany został na rzymskim cmentarzu Castel di Guido.